# محل أحداث سد رودبال
محل أحداث سد رودبال (بالفارسية: محل احداث سد رودبال) هي منطقة سكنية تقع في فارس في إيران. يقدر عدد سكانها بـ 271 نسمة.